# Équipe du Venezuela de football
Cet article traite de l'équipe masculine. Pour l'équipe féminine, voir Équipe du Venezuela de football féminin.
Maillots
Actualités
L'équipe du Venezuela de football (Selección Venezolana de Fútbol), est la sélection de joueurs de football vénézuélien représentant le pays lors des compétitions régionales, continentales et internationales sous l'égide de la fédération vénézuélienne de football, créée le 19 janvier 1926. La fédération s'affilie à la Confédération sud-américaine de football puis à la FIFA en 1952. C'est la dernière des dix nations à rejoindre la CONMEBOL. Elle a disputé son premier match le 12 février 1938 face au Panama, match perdu sur le score de 3 buts à 1.
Contrairement au reste du continent où le football est le sport principal, au Venezuela, il y a un plus grand penchant pour d'autres sports tels que le baseball et le basket-ball. Mais au cours des dernières années, l'intérêt pour le football a beaucoup augmenté, pour atteindre une grande popularité en raison des succès obtenus par la sélection depuis 2001.
Avec le Suriname et le Guyana, le Venezuela est la seule nation du continent sud-américain à n'avoir jamais disputé de phase finale de la Coupe du monde de football. L'équipe vénézuélienne a tout de même disputé le tournoi olympique de football à Moscou en 1980. En outre, elle compte dans son palmarès deux médailles d'or à l'occasion des Jeux d'Amérique centrale et des Caraïbes en 1982 et 1998.
La Vinotinto – surnom de la sélection – naguère petit poucet de l'Amsud, a fait de réels progrès depuis le début des années 2000, comme en témoigne la 4e place obtenue à la Copa América 2011. Elle se situe en avril 2018 à la 39e place mondiale au classement FIFA.

## Histoire

### Les débuts
Le Venezuela n'a jamais participé aux qualifications de la coupe du monde de la FIFA avant l'édition de 1966 lors de laquelle elle a été placée en compagnie de l'Uruguay et du Pérou, mais n'a enregistré qu'un point en quatre matchs. Lors des qualifications de 1970, la sélection a de nouveau enregistré un point, et après s'être retiré des phases préliminaires de 1974, réédite de nouveau cette performance pour la coupe du monde de 1978. C'est pour les qualifications de l'édition de 1982 que la sélection a enregistré sa première victoire, sur la Bolivie, mais ne rééditera pas cet exploit jusqu'à l'édition de 1994 lors de laquelle elle a battu l’Équateur. Le gardien Rafael Dudamel a inscrit un but contre l'Argentine lors de la défaite 2-5 pour le mondial de 1998 en France.
Malgré des résultats plutôt médiocres au cours des années 1960 et 1970, d'excellent joueurs comme Luis Mendoza ou Rafael Santana obtiennent une reconnaissance.
L'équipe n'a pas non plus réussi à se qualifier pour les éditions de 2002 et 2006. Ce dernier échec entraîne la démission de l'entraîneur Richard Páez.

### L'ère César Farías
Avec le nouveau sélectionneur  César Farías, l'équipe nationale du Venezuela a amélioré ses performances. Au début des années 2010, lors des qualifications pour le mondial en Afrique du Sud, a remporté son premier match contre l'Équateur (mettant au passage un terme à sa série d'invincibilité de la sélection équatorienne) à Quito. La sélection a aussi battu la Bolivie à la Paz, où le Venezuela s'est imposé pour la première fois dans la haute altitude de la capitale bolivienne. Ils ont aussi reçu leur premier point contre le Brésil en qualifications, malgré le fait que la sélection n'a pas obtenu son ticket pour la coupe du monde, le Venezuela a tout de même obtenu ses meilleurs résultats en qualification en terminant à la 8e place devant le Pérou et la Bolivie avec 22 points en 18 matchs.
Le 6 juin 2008, le Venezuela a obtenu son 2e triomphe de son histoire face au Brésil en s'imposant 2-0 lors d'un match amical à Boston, aux États-Unis. La sélection a aussi réussi à finir quatrième lors de la Copa América 2011 lors de laquelle elle a été éliminée aux tirs au but par le Paraguay en demi-finale, à ce jour leur meilleure performance dans la compétition. Avec une équipe principalement composée de joueurs évoluant en Europe, La Vinotinto a commencé les qualifications pour la coupe du monde de 2014 avec un résultat historique face à l'Argentine 1-0 à Puerto La Cruz, en battant l'Albiceleste pour la première fois.

### L'ère Noel Sanvicente
Le 4 septembre 2014, Noel Sanvicente a été nommé entraîneur de l'équipe nationale vénézuélienne. Le 5 septembre, La Vinotinto perd son premier match avec Sanvicente 1-3 face à la Corée du Sud à Bucheon.
Le premier tournoi pour Savicente est la Copa América de 2015. Le Venezuela est placé dans le groupe C en compagnie de la Colombie, du Brésil et de Pérou. La sélection commence bien avec une victoire 1-0 sur le favoris Colombien. Mais les défaites face au Pérou et au Brésil entraînent l'élimination de La Vinotinto.
Le Venezuela a mal entamé la phase de qualification pour la coupe du monde 2018 en Russie avec une défaite 1-0 contre le Paraguay à domicile, et ne gagnant son premier point qu'avec un nul concédé face au Pérou à Lima lors duquel le Venezuela a mené jusqu'à la dernière minute. La défaite face au Chili 1-4 à domicile entraîné la démission de Sanvicente après un accord conclu avec la FVF. Au moment du départ de Sanvicente, le Venezuela était le dernier en qualifications avec un seul point.

### L'ère Rafael Dudamel
Sanvicente a été remplacé par Rafael Dudamel en 2016. Sous son ère, La Vinotinto s'est rapidement amélioré en atteignant les quarts de finale de la Copa América Centenario, avec 2 victoire 1-0 sur la Jamaïque et l'Uruguay et concédant le match nul face au Mexique aux termes d'un match maîtrisé. Elle est battue en quart de finale par l'Albiceleste 4-1, future finaliste du tournoi. Lors de la 7e journée des qualifications pour le mondial en Russie, la Colombie perd 2-0 à Barranquilla, alors que cette dernière n'avait pas battu le Venezuela depuis 2009. Le Venezuela remporte sa première victoire en qualification lors de la 11e journée en écrasant la Bolivie à Maturín 5-0.

## Tenues, emblèmes et symboles

### Tenues
C'est l'équipementier allemand Adidas qui fournit les tenues de la sélection vénézuélienne depuis 2005.
| Période   | Équipementier |
| --------- | ------------- |
| 1981-1991 | Adidas        |
| 1993-1996 | Forte         |
| 1996-1997 | Polmer        |
| 1998-1999 | ABA Sport     |
| 2000-2005 | Atletica      |
| 2005-2018 | Adidas        |

| 1938-1967 | 1967-1970 | 1970-1977 | 1977-1979 | 1979-1981 | 1981-1985 | 1985-1989 | 1989-1993 | 1993 (domicile) |  |

| 1993 (extérieur) | 1993-1994 | 1995-1996 | 1996-1997 | 1997-1998 | 1998-1999 | 1999 (domicile) | 1999 (extérieur) | 2001-2004 | 2004-2005 |  |

| 2005-2007 | 2007-2008 | 2008-2010 | 2010-2011 | 2011-2014 | 2014-2017 |

À partir de 1981, la fédération fait appel à des entreprises spécialisées dans le design, la production et la commercialisation des maillots. Jusqu'en 1991, elle choisit l'équipementier Allemand Adidas. En 1993, Forte, une société locale signe un contrat de trois ans pour redessiner le maillot de la Vinotinto, suivie de deux contrats d'un an des Péruviens de Polmer et des Mexicains de ABA Sport. Ensuite de 200 à 2005 une autre entreprise Mexicaine se charge des maillots, c'est Atletica. Depuis 2005, ce sont les Allemands d'Adidas qui gère le maillot de l'équipe nationale.
Lors du premier match de son histoire contre le Panama, la sélection du Venezuela a abordé un maillot de couleur bourgogne avec un écusson représentant le drapeau du pays sur la poitrine. En 1967 l'équipe se qualifie pour son premier tournoi international, la Copa América se déroulant en Uruguay. À cette occasion le maillot a été changé, il s'est transformé en une chemise avec le logo de la fédération. Pour la campagne de qualification pour le mondial de 1978 le maillot a subi une légère modification, l'ajout du mot Venezuela en lettre blanche. À cette époque la seule équipe à posséder le nom de son pays inscrit sur sa tenue était l'équipe de l'URSS.

### Emblèmes et symboles

Emblème de la fédération vénézuélienne de football
Drapeau du Venezuela
Armoiries du Venezuela

L'équipe nationale porte l'écusson de la fédération sur la poitrine lors des rencontres qu'elle dispute. Cet écusson est composé en arrière-plan d'un blason qui reprend les couleurs du drapeau vénézuélien et d'un ballon stylisé. On voit également le sigle de la Federación Venezolana de Fútbol.

## Composition

### Sélectionneurs
| Sélectionneurs          | Période                | Nb de matches | Victoire | Nul | Défaite | But(s) pour | But(s) contre | % de matches gagnés |
| ----------------------- | ---------------------- | ------------- | -------- | --- | ------- | ----------- | ------------- | ------------------- |
| Vittorio Godigna        | 1938                   | 9             | 1        | 0   | 8       | 9           | 23            | 11,11%              |
| Rafael Franco           | 1965-1967              | 14            | 1        | 1   | 12      | 12          | 47            | 7.1%                |
| Gregorio Gómez          | 1967-1972              | 7             | 1        | 1   | 5       | 5           | 25            | 14.28%              |
| Rudi Gutendorf          | 1974                   |               |          |     |         |             |               |                     |
| José Hernández          | 1975                   |               |          |     |         |             |               |                     |
| Dan Georgiadis          | 1975-1977              |               |          |     |         |             |               |                     |
| Walter Roque            | 1978-1981              |               |          |     |         |             |               |                     |
| Víctor Pignanelli       | 1979                   |               |          |     |         |             |               |                     |
| Luis Mendoza            | 1981                   |               |          |     |         |             |               |                     |
| Walter Roque            | 1985                   |               |          |     |         |             |               |                     |
| Hippolyte Van den Bosch | 1986-1989              |               |          |     |         |             |               |                     |
| Luis Mendoza            | 1989                   |               |          |     |         |             |               |                     |
| Carlos Moreno           | 1989                   | 10            | 1        | 1   | 8       | 9           | 32            | 10%                 |
| Víctor Pignanelli       | 1991                   |               |          |     |         |             |               |                     |
| Ratomir Dujković        | 1992-1995              | 17            | 1        | 5   | 11      | 13          | 53            | 5.8%                |
| Lino Alonso             | 1995                   |               |          |     |         |             |               |                     |
| Rafael Santana          | 1996                   | 21            | 3        | 3   | 15      | 16          | 51            | 14.28%              |
| Eduardo Borrero         | 1997                   | 15            | 0        | 3   | 12      | 5           | 32            | 0%                  |
| José Omar Pastoriza     | 1999-2001              | 29            | 6        | 5   | 18      | 26          | 59            | 20.68%              |
| Richard Páez            | 2001-2007              | 88            | 31       | 19  | 38      | 108         | 127           | 35.22%              |
| César Farías            | 2008- 2013             | 54            | 20       | 17  | 17      | 66          | 74            | 37.03%              |
| Noel Sanvicente         | 2014-mars 2016         |               |          |     |         |             |               |                     |
| Rafael Dudamel          | Avr. 2016 - janv. 2020 |               |          |     |         |             |               |                     |
| José Peseiro            | janv. 2020 - août 2021 |               |          |     |         |             |               |                     |
| José Pekerman           | nov. 2021 - mars 2023  | 10            | 5        | 1   | 4       | -           | -             | 50%                 |
| Fernando Batista        | depuis mars 2023       | 0             | 0        | 0   | 0       | 0           | 0             |                     |

## Joueurs importants

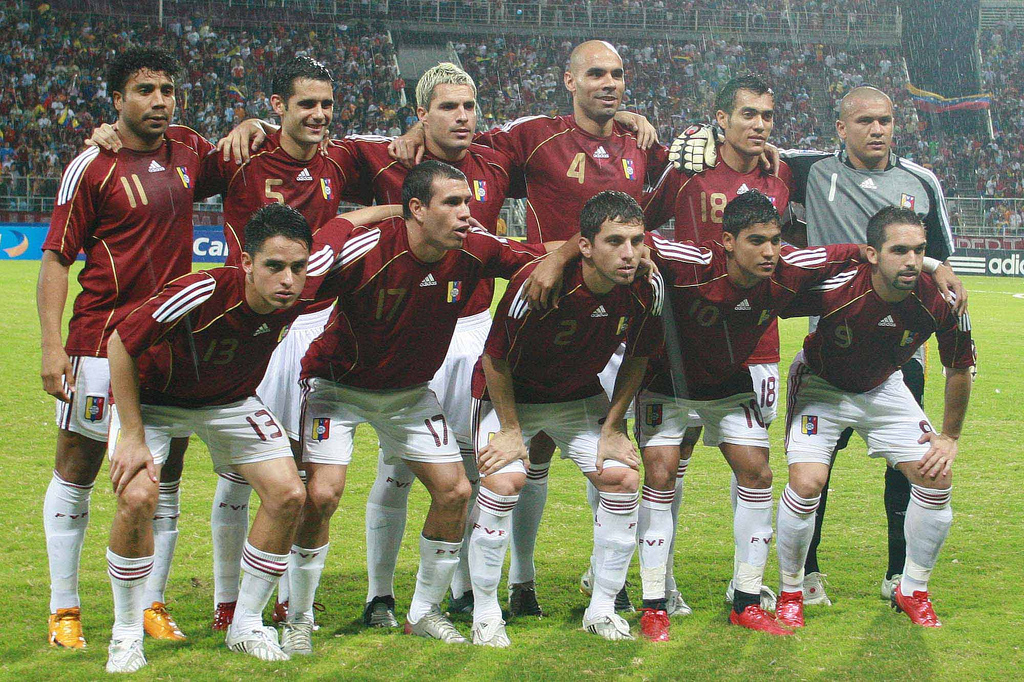
Sélection du Venezuela en juin 2008.

| Rang | Joueur              | Sélections | Première sélection         | Dernière sélection          | Durée            | Palmarès |
| ---- | ------------------- | ---------- | -------------------------- | --------------------------- | ---------------- | -------- |
| 1    | Tomás Rincón        | 139        | 3 février 2008 (à 20 ans)  | -                           | en cours         | -        |
| 2    | Juan Arango         | 129        | 27 janvier 1999 (à 18 ans) | 8 septembre 2015 (à 35 ans) | 16 ans et 9 mois | -        |
| 3    | José Manuel Rey     | 115        | 8 juin 1997 (à 22 ans)     | 7 octobre 2011 (à 36 ans)   | 14 ans et 4 mois | -        |
| 4    | Salomón Rondón      | 114        | 3 février 2008 (à 18 ans)  | -                           | en cours         | -        |
| 5    | Roberto Rosales     | 95         | 28 mars 2007 (à 18 ans)    | -                           | en cours         | -        |
| 6    | Jorge Alberto Rojas | 91         | 27 janvier 1999 (à 21 ans) | 28 mars 2009 (à 31 ans)     | 10 ans et 2 mois | -        |
| 7    | Miguel Mea Vitali   | 85         | 19 mai 1999 (à 18 ans)     | 29 février 2012 (à 31 ans)  | 11 ans et 9 mois | -        |
| 8    | Oswaldo Vizcarrondo | 80         | 10 mars 2004 (à 19 ans)    | 15 novembre 2016 (à 32 ans) | 12 ans et 8 mois | -        |
| 9    | Gabriel Urdaneta    | 77         | 2 juin 1996 (à 20 ans)     | 12 octobre 2005 (à 29 ans)  | 9 ans et 4 mois  | -        |
| 9    | Luis Vallenilla     | 77         | 27 mars 1996 (à 22 ans)    | 17 novembre 2007 (à 34 ans) | 11 ans et 8 mois | -        |

| Rang | Joueur              | Carrière  | Buts |
| ---- | ------------------- | --------- | ---- |
| 1    | Salomón Rondón      | 2008-     | 45   |
| 2    | Juan Arango         | 1999-2015 | 23   |
| 3    | Giancarlo Maldonado | 2003-2011 | 22   |
| 4    | Ruberth Morán       | 1996-2007 | 14   |
| 4    | Josef Martínez      | 2011-     | 14   |
| 6    | Miku                | 2006-2015 | 11   |
| 6    | José Manuel Rey     | 1997-2011 | 11   |
| 6    | Darwin Machís       | 2011-     | 11   |
| 9    | Daniel Arismendi    | 2006-2011 | 10   |
| 10   | Gabriel Urdaneta    | 1996-2005 | 9    |

- Stalin Rivas
- Gilberto Angelucci
- Juan Arango
- Daniel Arismendi
- Cristian Cásseres
- Alejandro Chichero
- Yonathan Del Valle
- José Luis Dolgetta
- Rafael Dudamel
- Juan Enrique García
- Héctor González
- Leopoldo Jiménez
- Miguel Mea Vitali
- Giancarlo Maldonado
- Miku
- Ruberth Morán
- Alejandro Moreno
- Daniel Noriega
- Ricardo Páez
- Giovanni Pérez
- José Manuel Rey
- Jorge Alberto Rojas
- Andrés Rouga
- Manuel Sanhouse
- Giovanni Savarese
- Luis Vallenilla
- Luis Vera
- Leonel Vielma
- Gabriel Urdaneta
- Fernando Amorebieta

## Résultats

### Palmarès
- Jeux bolivariens :
  - Finaliste en 1948, 1951, 1965, 1970 et 1977
  - Troisième en 1961 et 1981

### Parcours en Coupe du monde
La sélection vénézuélienne dispute le 2 août 1969 face à la Colombie sa première rencontre de qualification à une Coupe du monde. Engagée à onze reprises dans les éliminatoires de la compétition, elle ne s'est jamais qualifiée à une phase finale de la compétition.
| Année | Position     |      | Année         | Position |                         | Année | Position |
| 1930  | Non inscrite | 1970 | Non qualifiée | 2002     | Non qualifiée           |       |          |
| 1934  | Non inscrite | 1974 | Non inscrite  | 2006     | Non qualifiée           |       |          |
| 1938  | Non inscrite | 1978 | Non qualifiée | 2010     | Non qualifiée           |       |          |
| 1950  | Non inscrite | 1982 | Non qualifiée | 2014     | Non qualifiée           |       |          |
| 1954  | Non inscrite | 1986 | Non qualifiée | 2018     | Non qualifiée           |       |          |
| 1958  | Non inscrite | 1990 | Non qualifiée | 2022     | Non qualifiée           |       |          |
| 1962  | Non inscrite | 1994 | Non qualifiée | 2026     | Qualifications en cours |       |          |
| 1966  | Non inscrite | 1998 | Non qualifiée | 2030     | À venir                 |       |          |

### Parcours en Copa América
| Année | Position     |      | Année        | Position |                  | Année | Position |
| 1916  | Non inscrite | 1942 | Non inscrite | 1987     | 1er tour         |       |          |
| 1917  | Non inscrite | 1945 | Non inscrite | 1989     | 1er tour         |       |          |
| 1919  | Non inscrite | 1946 | Non inscrite | 1991     | 1er tour         |       |          |
| 1920  | Non inscrite | 1947 | Non inscrite | 1993     | 1er tour         |       |          |
| 1921  | Non inscrite | 1949 | Non inscrite | 1995     | 1er tour         |       |          |
| 1922  | Non inscrite | 1953 | Non inscrite | 1997     | 1er tour         |       |          |
| 1923  | Non inscrite | 1955 | Non inscrite | 1999     | 1er tour         |       |          |
| 1924  | Non inscrite | 1956 | Non inscrite | 2001     | 1er tour         |       |          |
| 1925  | Non inscrite | 1957 | Non inscrite | 2004     | 1er tour         |       |          |
| 1926  | Non inscrite | 1959 | Non inscrite | 2007     | Quart de finale  |       |          |
| 1927  | Non inscrite | 1959 | Non inscrite | 2011     | Demi-finale (4e) |       |          |
| 1929  | Non inscrite | 1963 | Non inscrite | 2015     | 1er tour         |       |          |
| 1935  | Non inscrite | 1967 | Cinquième    | 2016     | Quart de finale  |       |          |
| 1937  | Non inscrite | 1975 | 1er tour     | 2019     | Quart de finale  |       |          |
| 1939  | Non inscrite | 1979 | 1er tour     | 2021     | 1er tour         |       |          |
| 1941  | Non inscrite | 1983 | 1er tour     | 2024     | Quart de finale  |       |          |

### Parcours aux Jeux bolivariens
Les Jeux bolivariens sont une manifestation sportive qui rassemble plusieurs pays d'Amérique du Sud (Bolivie, Venezuela, Pérou, Colombie, Équateur, Chili ou Paraguay) et d'Amérique centrale (Panama, Salvador, Guatemala, République dominicaine). Le football est au programme dès l'instauration des Jeux, en 1938. Le Venezuela a engagé une équipe de football à toutes les éditions du tournoi, excepté en 1973. Elle termine à la deuxième place à cinq reprises, en 1948, 1951, 1965, 1970 et 1977 dont deux fois à domicile. À noter que l'édition 1985 voit les nations engager leurs sélections des moins de 17 ans, l'édition suivante en 1989 ne comporte pas de tournoi de football et à partir de 1993, ce sont les équipes nationales des moins de 20 ans qui représentent leur pays lors de la compétition.
| Année   | Position |      | Année | Position |             | Année | Position |
| 1938    | 5e       | 1961 | 3e    | 1973     | Non inscrit |       |          |
| 1947-48 | 2e       | 1965 | 2e    | 1977     | 2e          |       |          |
| 1951    | 2e       | 1970 | 2e    | 1981     | 3e          |       |          |

## Statistiques

### Nations rencontrées
La participation automatique du Venezuela à la Copa América et le faible nombre de sélections dans la confédération sud-américaine a logiquement multiplié les rencontres entre la Vinotinto et ses homologues du continent. Ainsi les Vénézuéliens ont joué plus de 20 matchs face aux neuf autres membres de la CONMEBOL, dont plus de trente face à la Colombie et la Bolivie. Du fait de sa proximité géographique avec l'Amérique centrale, le Venezuela a rencontré à plusieurs reprises le Costa Rica, le Mexique et le Panama pour des matchs amicaux.
La sélection ne présente aucun bilan positif face aux équipes du continent sud-américain car elle a longtemps été la plus faible équipe de la confédération. Le bilan face à la Bolivie tend à s'équilibrer depuis car le Venezuela n'a perdu que deux de ses douze derniers matchs contre cet adversaire.
Avant l'an 2000 le Venezuela a affronté très peu de sélections d'autres continents (Chine, Iran, Yougoslavie). Depuis, lors de matchs amicaux la Vinotinto tente de s'internationaliser avec des rencontres contre l'Angola, l'Australie, l'Espagne, la Nouvelle-Zélande, la Suisse ou encore la Syrie.
| Adversaire | Joués | Victoires | Matchs nuls | Défaites | Buts pour | Buts contre |
| ---------- | ----- | --------- | ----------- | -------- | --------- | ----------- |
| Colombie   | 34    | 6         | 13          | 15       | 24        | 48          |
| Bolivie    | 33    | 10        | 10          | 13       | 44        | 66          |
| Pérou      | 29    | 7         | 3           | 19       | 34        | 55          |
| Uruguay    | 28    | 4         | 7           | 17       | 21        | 57          |
| Chili      | 24    | 2         | 5           | 17       | 13        | 56          |
| Paraguay   | 23    | 3         | 5           | 15       | 21        | 45          |
| Équateur   | 24    | 10        | 2           | 12       | 26        | 44          |
| Brésil     | 21    | 1         | 2           | 18       | 6         | 82          |
| Argentine  | 20    | 1         | 0           | 19       | 10        | 74          |
| Panama     | 15    | 5         | 5           | 5        | 21        | 22          |
| Costa Rica | 13    | 3         | 4           | 6        | 20        | 25          |
| Mexique    | 11    | 0         | 2           | 9        | 8         | 26          |

### Classement FIFA
| Année                         | 1993 | 1994 | 1995 | 1996 | 1997 | 1998 | 1999 | 2000 | 2001 | 2002 | 2003 | 2004 | 2005 | 2006 | 2007 | 2008 | 2009 | 2010 | 2011 | 2012 | 2013 | 2014 | 2015 | 2016 | 2017 | 2018 |
| ----------------------------- | ---- | ---- | ---- | ---- | ---- | ---- | ---- | ---- | ---- | ---- | ---- | ---- | ---- | ---- | ---- | ---- | ---- | ---- | ---- | ---- | ---- | ---- | ---- | ---- | ---- | ---- |
| Classement mondial            | 93   | 110  | 127  | 111  | 115  | 129  | 110  | 111  | 81   | 69   | 57   | 62   | 67   | 73   | 62   | 65   | 50   | 60   | 39   | 57   | 36   | 88   | 83   | 52   | 31   | 59   |
| Classement en Amérique du Sud | 10   | 10   | 10   | 10   | 10   | 10   | 10   | 10   | 10   | 7    | 7    | 7    | 9    | 9    | 8    | 9    | 8    | 8    | 8    | 10   | 7    | 10   | 10   | 9    |      |      |

| Légende du classement mondial : | de 1 à 49 | de 50 à 99 | de 100 à 199 |

Du fait de l'hégémonie et du haut niveau des sélections sud-américaines, le Venezuela n'a jamais pu se hisser dans le top 5 de la CONMEBOL. Depuis 1993 et la mise en place du classement FIFA, la Vinotinto s'est toujours classée parmi les trois moins bonnes équipes nationales du continent. Entre 2002 et 2004 puis en 2013 le Venezuela a atteint son meilleur classement continental avec une septième place.

#### Autres références
1. ↑  « Classement Masculin », sur fifa.com (consulté le 18 juillet 2024).
2. ↑  https://www.lefigaro.fr/sports/football/foot-l-argentin-fernando-batista-remplace-pekerman-a-la-tete-de-la-selection-du-venezuela-20230310
3. ↑  « South America's footballing exception », The Economist, 11 juin 2014 (consulté le 5 juillet 2014)
4. ↑  (en) « Venezuela adidas Copa America 2011 Home Kit / Camiseta », sur footballfashion.org (consulté le 5 avril 2014).
5. ↑  AHEFV: Asociación de Historia y Estadísticas del Fútbol Venezolano
6. ↑  Venezuela: Sanvicente nouveau sélectionneur, yahoo.com, 17 juillet 2014.
7. ↑  « Les meilleurs buteurs - International Appearances », sur rsssf.com
8. ↑  « Les meilleurs buteurs - International Appearances », sur rsssf.com
9. ↑  (en) « World Cup 1970 qualifications », sur rsssf.com, RSSSF, 2005 (consulté le 2 avril 2014)
10. ↑  (en) « Face à face Venezuela-Colombie », sur wildstats.com (consulté le 6 avril 2014)
11. ↑  (en) « Face à face Venezuela-Bolivie », sur wildstats.com (consulté le 6 avril 2014)
12. ↑  (en) « Face à face Venezuela-Pérou », sur wildstats.com (consulté le 6 avril 2014)
13. ↑  (en) « Face à face Venezuela-Uruguay », sur wildstats.com (consulté le 6 avril 2014)
14. ↑  (en) « Face à face Venezuela-Chili », sur wildstats.com (consulté le 6 avril 2014)
15. ↑  (en) « Face à face Venezuela-Paraguay », sur wildstats.com (consulté le 6 avril 2014)
16. ↑  (en) « Face à face Venezuela-Équateur », sur wildstats.com (consulté le 6 avril 2014)
17. ↑  (en) « Face à face Venezuela-Brésil », sur wildstats.com (consulté le 6 avril 2014)
18. ↑  (en) « Face à face Venezuela-Argentine » (consulté le 6 avril 2014)
19. ↑  (en) « Face à face Venezuela-Panama », sur wildstats.com (consulté le 6 avril 2014)
20. ↑  (en) « Face à face Venezuela-Costa Rica », sur wildstats.com (consulté le 6 avril 2014)
21. ↑  (en) « Face à face Venezuela-Mexique », sur wildstats.com (consulté le 6 avril 2014)
22. ↑  Classement mondial année par année :

« Classement du 23 déc. 1993 », sur fr.fifa.com (consulté le 28 janvier 2013)

« Classement du 20 déc. 1994 », sur fr.fifa.com (consulté le 28 janvier 2013)

« Classement du 19 déc. 1995 », sur fr.fifa.com (consulté le 28 janvier 2013)

« Classement du 18 déc. 1996 », sur fr.fifa.com (consulté le 28 janvier 2013)

« Classement du 23 déc. 1997 », sur fr.fifa.com (consulté le 28 janvier 2013)

« Classement du 23 déc. 1998 », sur fr.fifa.com (consulté le 28 janvier 2013)

« Classement du 22 déc. 1999 », sur fr.fifa.com (consulté le 28 janvier 2013)

« Classement du 20 déc. 2000 », sur fr.fifa.com (consulté le 28 janvier 2013)

« Classement du 19 déc. 2001 », sur fr.fifa.com (consulté le 28 janvier 2013)

« Classement du 18 déc. 2002 », sur fr.fifa.com (consulté le 28 janvier 2013)

« Classement du 15 déc. 2003 », sur fr.fifa.com (consulté le 28 janvier 2013)

« Classement du 20 déc. 2004 », sur fr.fifa.com (consulté le 28 janvier 2013)

« Classement du 16 déc. 2005 », sur fr.fifa.com (consulté le 28 janvier 2013)

« Classement du 18 déc. 2006 », sur fr.fifa.com (consulté le 28 janvier 2013)

« Classement du 17 déc. 2007 », sur fr.fifa.com (consulté le 28 janvier 2013)

« Classement du 17 déc. 2008 », sur fr.fifa.com (consulté le 28 janvier 2013)

« Classement du 16 déc. 2009 », sur fr.fifa.com (consulté le 28 janvier 2013)

« Classement du 15 déc. 2010 », sur fr.fifa.com (consulté le 28 janvier 2013)

« Classement du 21 déc. 2011 », sur fr.fifa.com (consulté le 28 janvier 2013)

« Classement du 19 déc. 2012 », sur fr.fifa.com (consulté le 28 janvier 2013)

« Classement du 19 déc. 2013 », sur fr.fifa.com (consulté le 19 décembre 2013)
23. ↑  Classement de la zone CONMEBOL :

« Classement du 23 déc. 1993 », sur fr.fifa.com (consulté le 28 janvier 2013)

« Classement du 20 déc. 1994 », sur fr.fifa.com (consulté le 28 janvier 2013)

« Classement du 19 déc. 1995 », sur fr.fifa.com (consulté le 28 janvier 2013)

« Classement du 18 déc. 1996 », sur fr.fifa.com (consulté le 28 janvier 2013)

« Classement du 23 déc. 1997 », sur fr.fifa.com (consulté le 28 janvier 2013)

« Classement du 23 déc. 1998 », sur fr.fifa.com (consulté le 28 janvier 2013)

« Classement du 22 déc. 1999 », sur fr.fifa.com (consulté le 28 janvier 2013)

« Classement du 20 déc. 2000 », sur fr.fifa.com (consulté le 28 janvier 2013)

« Classement du 19 déc. 2001 », sur fr.fifa.com (consulté le 28 janvier 2013)

« Classement du 18 déc. 2002 », sur fr.fifa.com (consulté le 28 janvier 2013)

« Classement du 15 déc. 2003 », sur fr.fifa.com (consulté le 28 janvier 2013)

« Classement du 20 déc. 2004 », sur fr.fifa.com (consulté le 28 janvier 2013)

« Classement du 16 déc. 2005 », sur fr.fifa.com (consulté le 28 janvier 2013)

« Classement du 18 déc. 2006 », sur fr.fifa.com (consulté le 28 janvier 2013)

« Classement du 17 déc. 2007 », sur fr.fifa.com (consulté le 28 janvier 2013)

« Classement du 17 déc. 2008 », sur fr.fifa.com (consulté le 28 janvier 2013)

« Classement du 16 déc. 2009 », sur fr.fifa.com (consulté le 28 janvier 2013)

« Classement du 15 déc. 2010 », sur fr.fifa.com (consulté le 28 janvier 2013)

« Classement du 21 déc. 2011 », sur fr.fifa.com (consulté le 28 janvier 2013)

« Classement du 19 déc. 2012 », sur fr.fifa.com (consulté le 28 janvier 2013)

« Classement du 19 déc. 2013 », sur fr.fifa.com (consulté le 19 décembre 2013)